# Haus der Natur Salzburg
Das Haus der Natur ist ein Naturkunde- und technisches Museum in Salzburg, Österreich.
Es befindet sich in der Linken Altstadt, das Haus steht unter Denkmalschutz und gehört zum UNESCO-Welterbe Historisches Zentrum der Stadt Salzburg.
Auf rund 7.300 Quadratmetern Ausstellungsfläche präsentiert das Museum mit etwa 82 Mitarbeitern eine vielfältige Sammlung aus Natur und Technik. Jährlich zieht es rund 328.000 Besucher an, darunter etwa 34.000 Schulkinder, die das Haus der Natur als außerschulischen Lernort nutzen.

## Geschichte und Architektur
Das Haus der Natur wurde 1924 vom Zoologen Eduard Paul Tratz (1888–1977) in privater Initiative als „Museum für darstellende und angewandte Naturkunde“ gegründet. Tratz leitete das Haus von seiner Gründung 1924 bis 1945 und von 1949 bis 1976. Danach war Eberhard Stüber für 33 Jahre Direktor des Hauses. Am 1. Juli 2009 übernahm Norbert Winding die Leitung, seit 2022 ist Robert Lindner Direktor. Betrieben wird das Museum bis heute vom Verein Haus der Natur – Museum für Natur und Technik.
Das Haus der Natur befand sich nach dem Ersten Weltkrieg in den Hofstallungen, wo heute das Große Festspielhaus untergebracht ist.
In der Zeit des Nationalsozialismus war das Museum in die SS-Forschungsorganisation „Ahnenerbe“ integriert und war in diesem Zeitraum unter der Leitung von Tratz auch an Kulturraub-Aktionen in Mittel- und Osteuropa beteiligt.
1959 übersiedelte das Museum in das – 1957 nach Glasenbach verlegte – Ursulinenkloster, das von Fischer von Erlach 1713–26 erbaut worden war.
Im Innenhof wurde  die Saurierhalle errichtet, das alte Segmentbogenportal zur Gstättengasse ist Seiteneingang (Mitarbeitereingang).
Nach der Generalsanierung und der Neueinrichtung eines Science Centers im ehemaligen Museum Carolino Augusteum (städtisches Getreidemagazin, dort ab 1834, heute Salzburg Museum in der Neuen Residenz). Das Haus des Museum C.A., das den Museumsplatz zum Franz-Josefs-Kai hin überspannt, wurde mit einem Erschließungsbau mit dem Ursulinentrakt verbunden.
Das wurde eine interne Verbindung und ein neues vollständig verglastes Stiegenhaus mit integriertem Aufzug geschaffen. Am Vorplatz befindet sich als Entree und „Blickfang der Neugestaltung  ein in geradezu barocken Formen gehaltenes Foyer aus einer frei geformten Betonskulptur mit begehbarer Dachterrasse.“ Der Neubau stammt vom Salzburger Architekten Fritz Lorenz. Am 27. Juni 2009 wurde das Museum wiedereröffnet.

## Ausstellung
Es bietet dem Besucher in mehr als 80 Schauräumen Ausstellungen über die verschiedensten Bereiche der belebten und unbelebten Natur. Weltberühmt ist das Museum vor allem für seine vielen Dioramen.
Zu den Besuchermagneten gehören die Saurierhalle mit einer beweglichen Allosaurus-Nachbildung, ein Aquarium mit knapp vierzig Schaubecken, die Weltraumhalle mit Informationen über die Entstehung des Sonnensystems und der Geschichte der Raumfahrt, sowie eine Eiszeitschau. Ein weiterer Bestandteil des Museums ist ein Reptilien- und Amphibienzoo mit großflächigen Terrarien, in denen sowohl Lebensräume aus Afrika und Asien als auch heimische Lebensräume nachgebildet sind. Zur Dauerausstellung gehört auch ein Bereich, der dem gebürtigen Salzburger Mathematiker und Physiker Christian Doppler gewidmet ist.

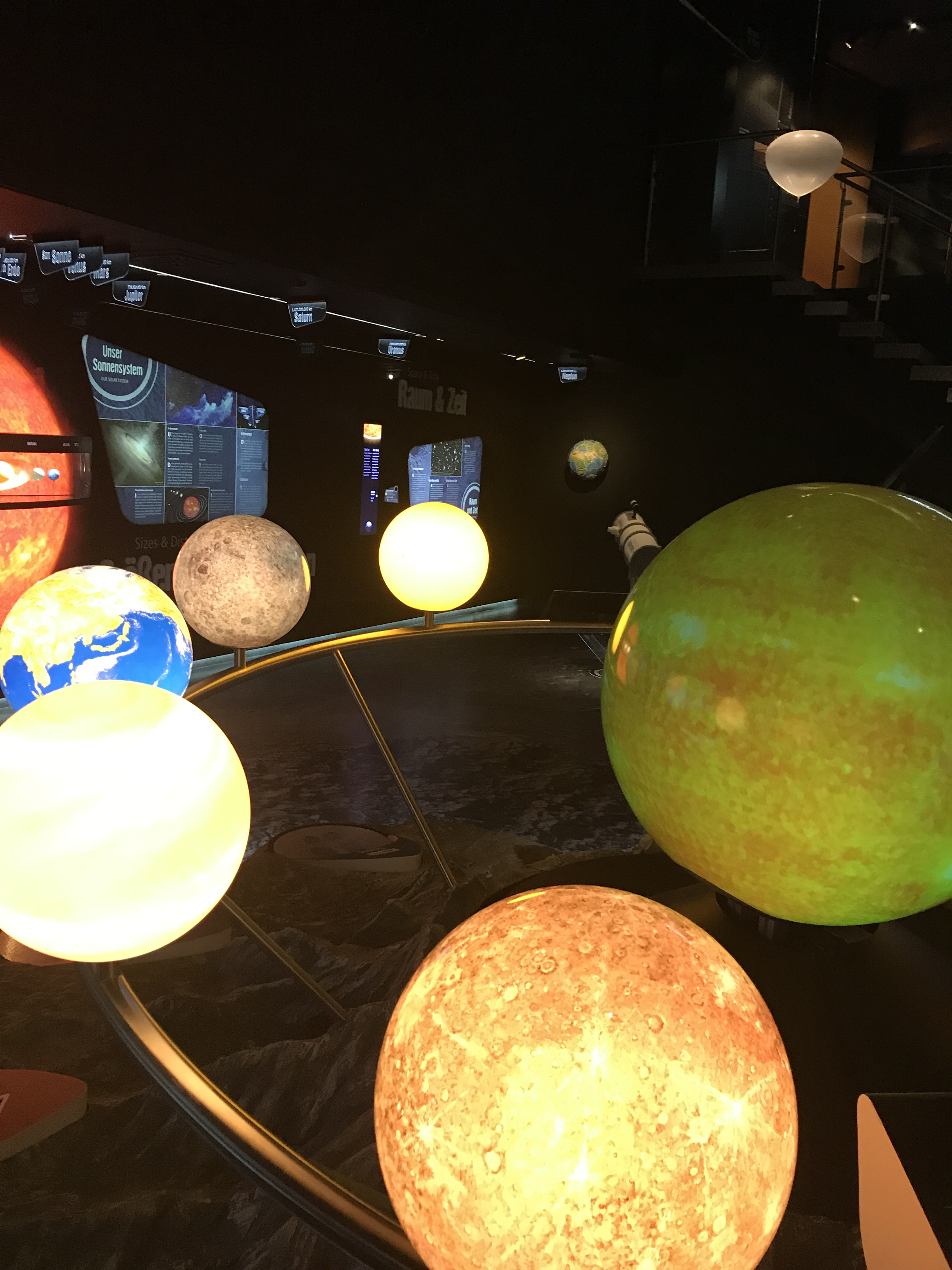
Weltraumhalle mit Sonnensystem
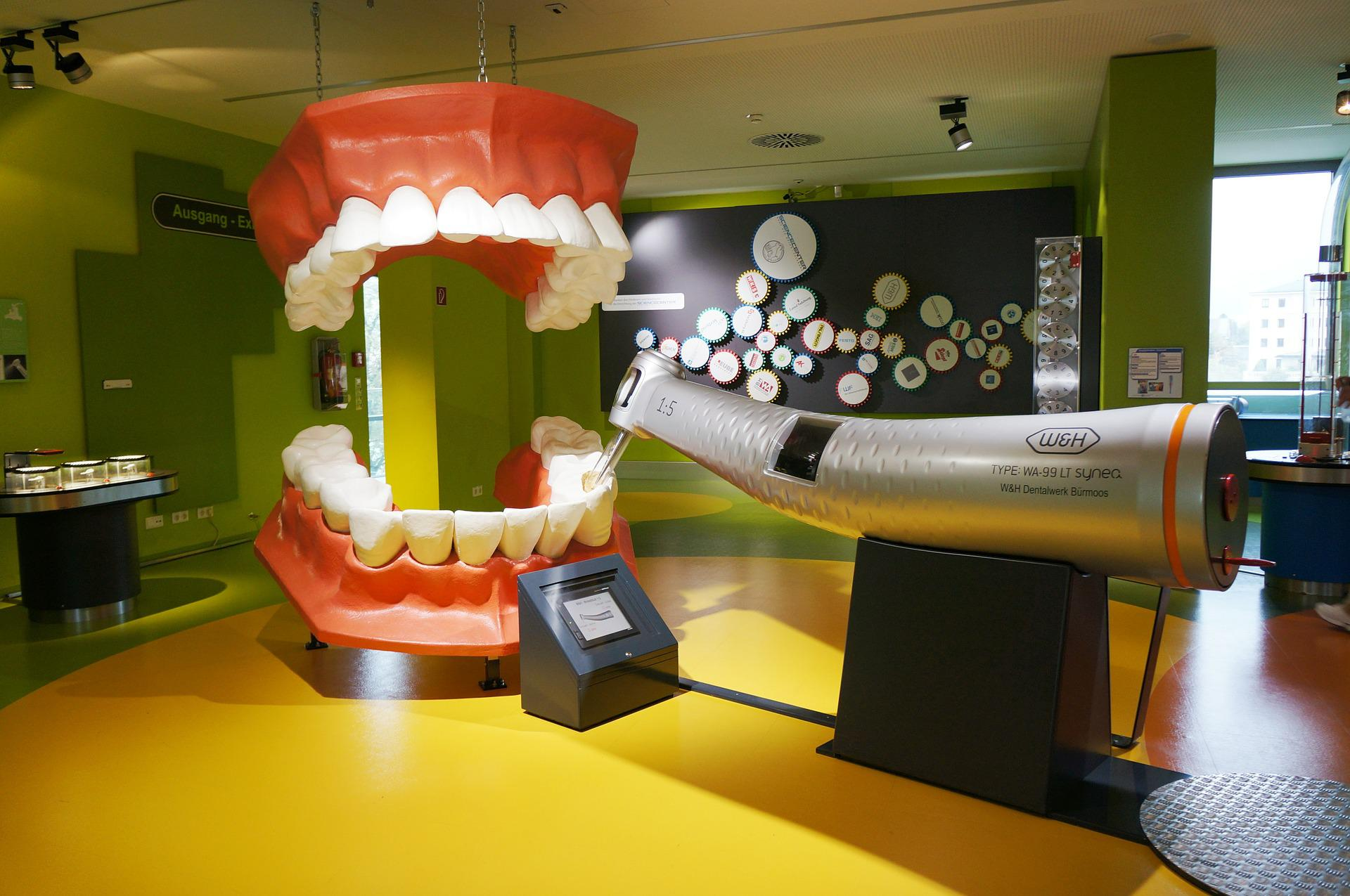
Science Center zum Mitmachen und Ausprobieren
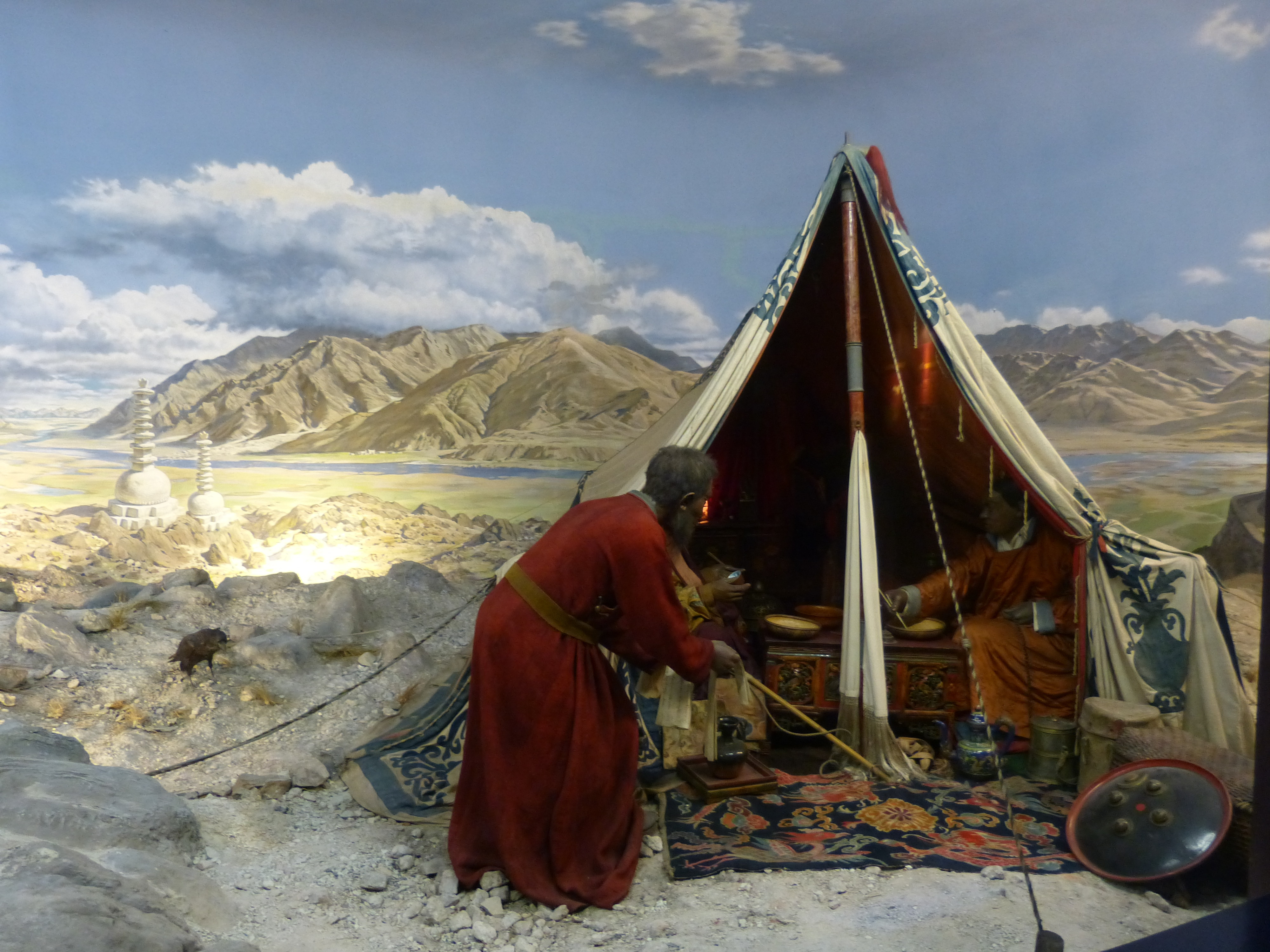
Detailgetreu gestaltetes Tibet-Diorama
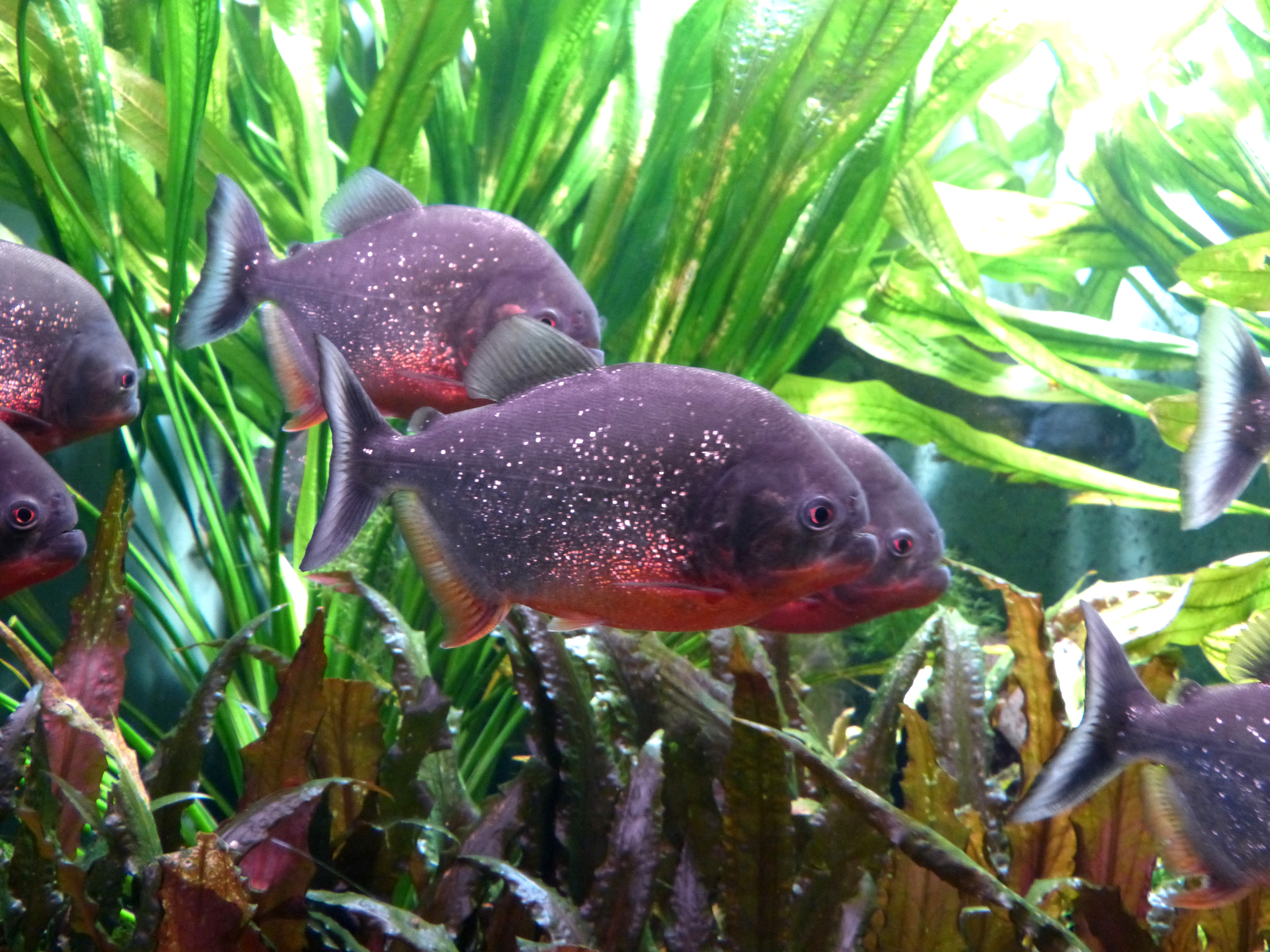
Rote Piranhas im Aquarium
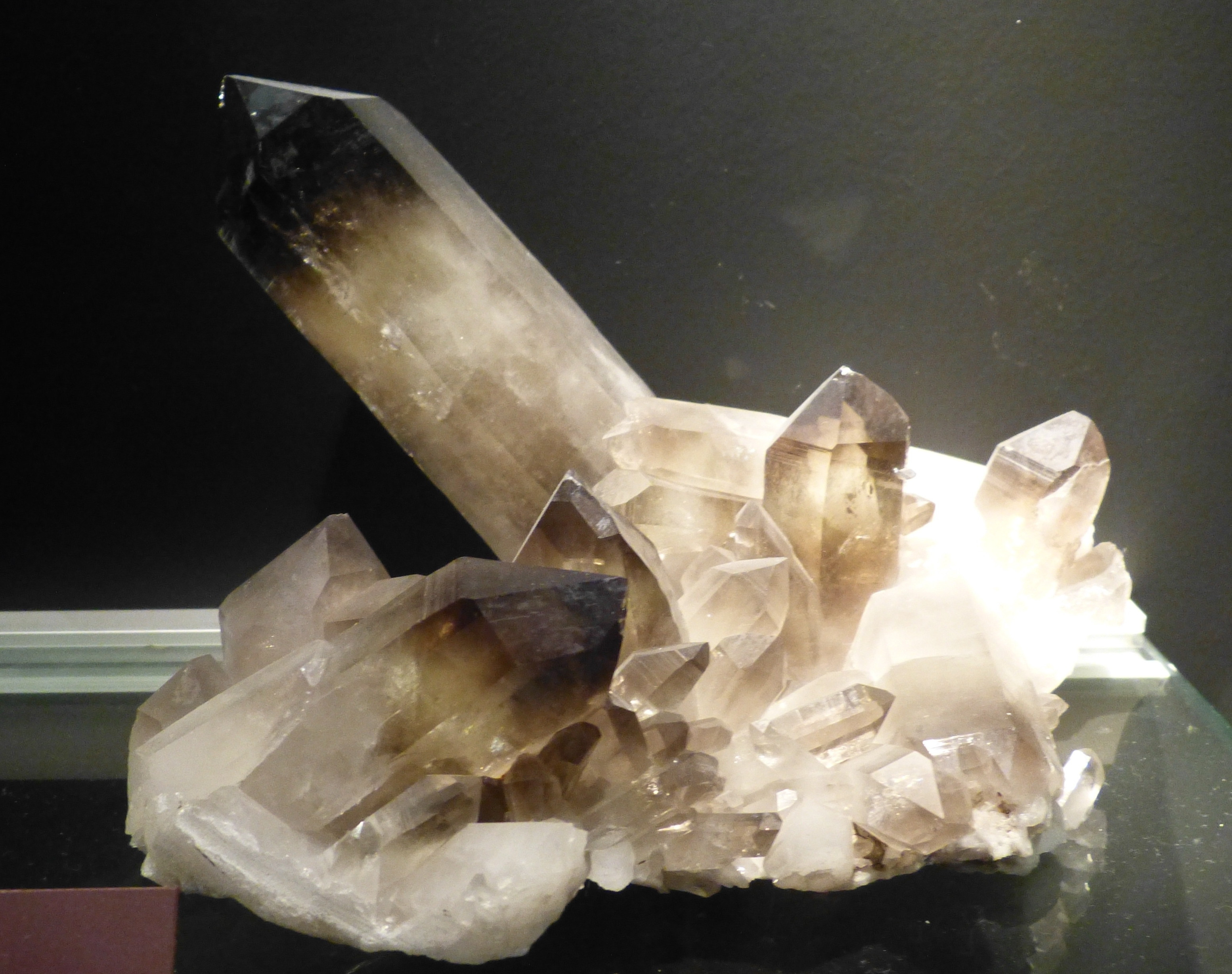
Rauchquarz in der Mineralien-Ausstellung

## Angeschlossene Forschungseinrichtungen
Das Haus der Natur ist auch Sitz mehrerer naturwissenschaftlicher Arbeitsgemeinschaften: Entomologie, Herpetologie, Ornithologie, Mineralogie und Paläontologie, Botanik, Astronomie. Angeschlossen an das Haus der Natur ist die Hochalpine Forschungsstation im Wilfried-Haslauer-Haus (in Zusammenarbeit mit dem Nationalpark Hohe Tauern) am Großglockner sowie die neue Vega-Sternwarte Haus der Natur am Haunsberg.
In der Biodiversitätsdatenbank am Haus der Natur sind rund 1.400.000 Datensätze zur Verbreitung der Blütenpflanzen, Wirbeltiere, Schmetterlinge, Käfer sowie anderer Tier- und Pflanzengruppen im Bundesland Salzburg (Österreich) und angrenzenden Regionen erfasst.